# 圣多明我方尖碑
40°50′54.83″N 14°15′17.51″E / 40.8485639°N 14.2548639°E

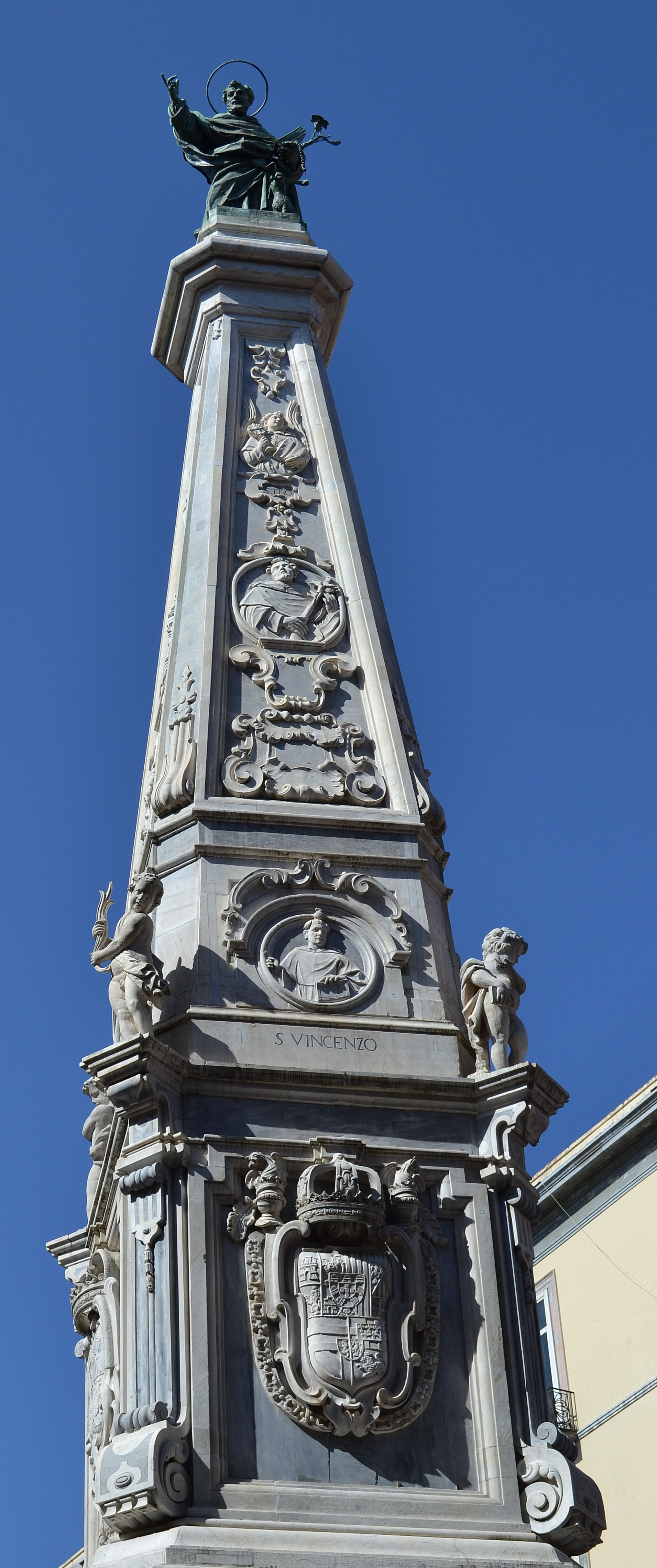

圣多明我方尖碑（意大利语：Obelisco di San Domenico）是那不勒斯的一座巴洛克风格的方尖碑，位于历史中心的圣多梅尼科马焦雷广场（Piazza San Domenico Maggiore），面对大圣多明我堂（Basilica di San Domenico Maggiore）。它得名于多明我会的创始人多明我。
按年代顺序排列，它是这座城市中的第二座大型方尖碑，仅次于圣雅纳略方尖碑（Obelisco di San Gennaro）。

## 历史
圣多明我方尖碑始建于1656年，以抵御那一年发生的大瘟疫。多明我会委托科西莫·范扎戈进行设计，他完成过另外两项类似工程，即1636年开始的圣雅纳略方尖碑，以及1657年开始的圣盖塔诺（San Gaetano）雕像。范扎戈于1656年至1658年负责此项工程，由于进展缓慢，而被皇家建筑师弗朗切斯科·安东尼奥·皮基亚蒂取代。他一直工作到1666年，进行大幅修改。由于保护古罗马城市遗址，导致建筑在1680年暂停。那时，尖顶只达到了目前高度的一半。
直到1737年，建筑师多梅尼科·安东尼奥·瓦卡罗，在在那不勒斯波旁王朝第一任君主卡洛三世的赞助下，才将方尖碑完工。但是圣多明我雕像直到1747年才放置在碑的顶部。

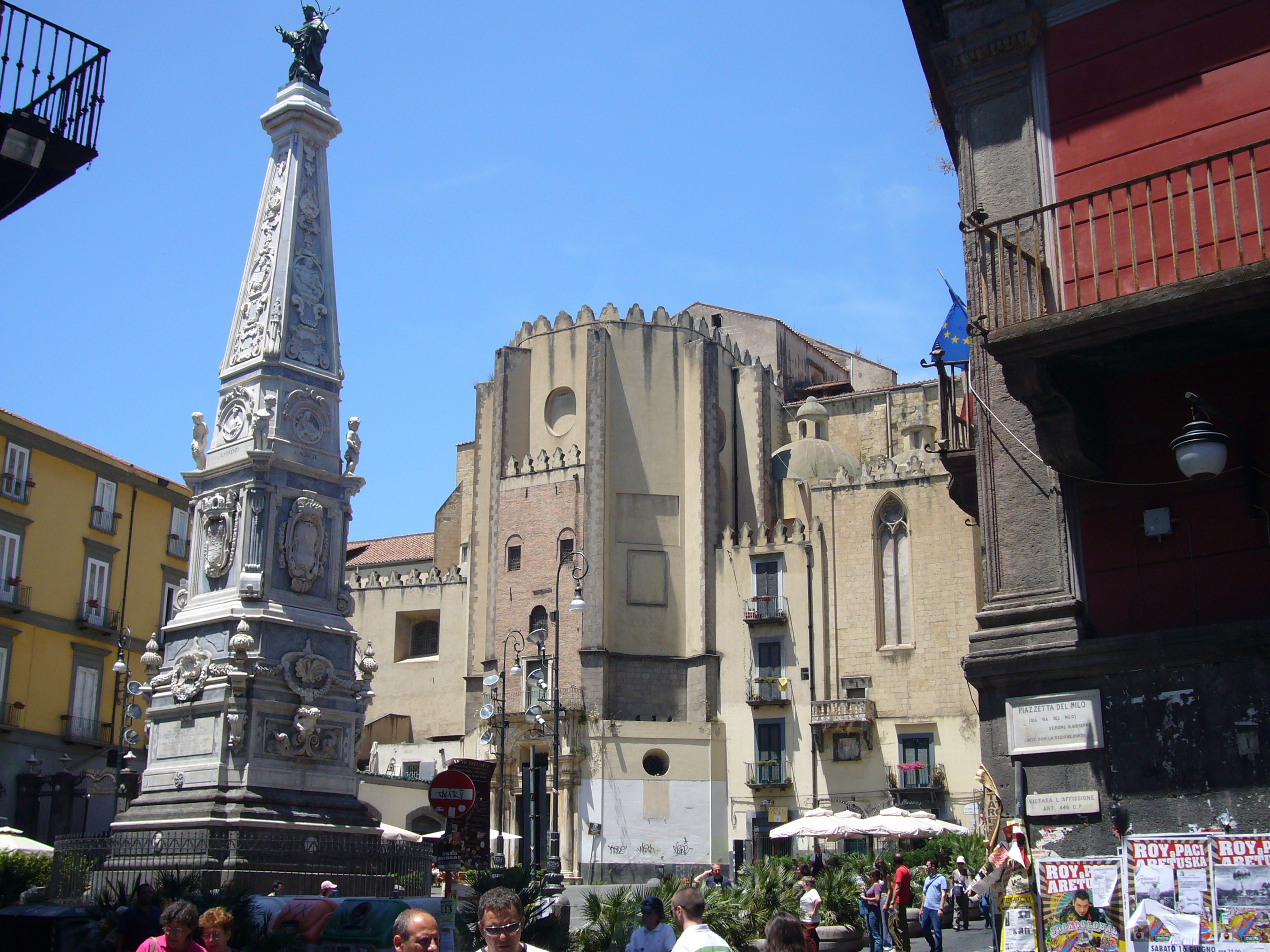
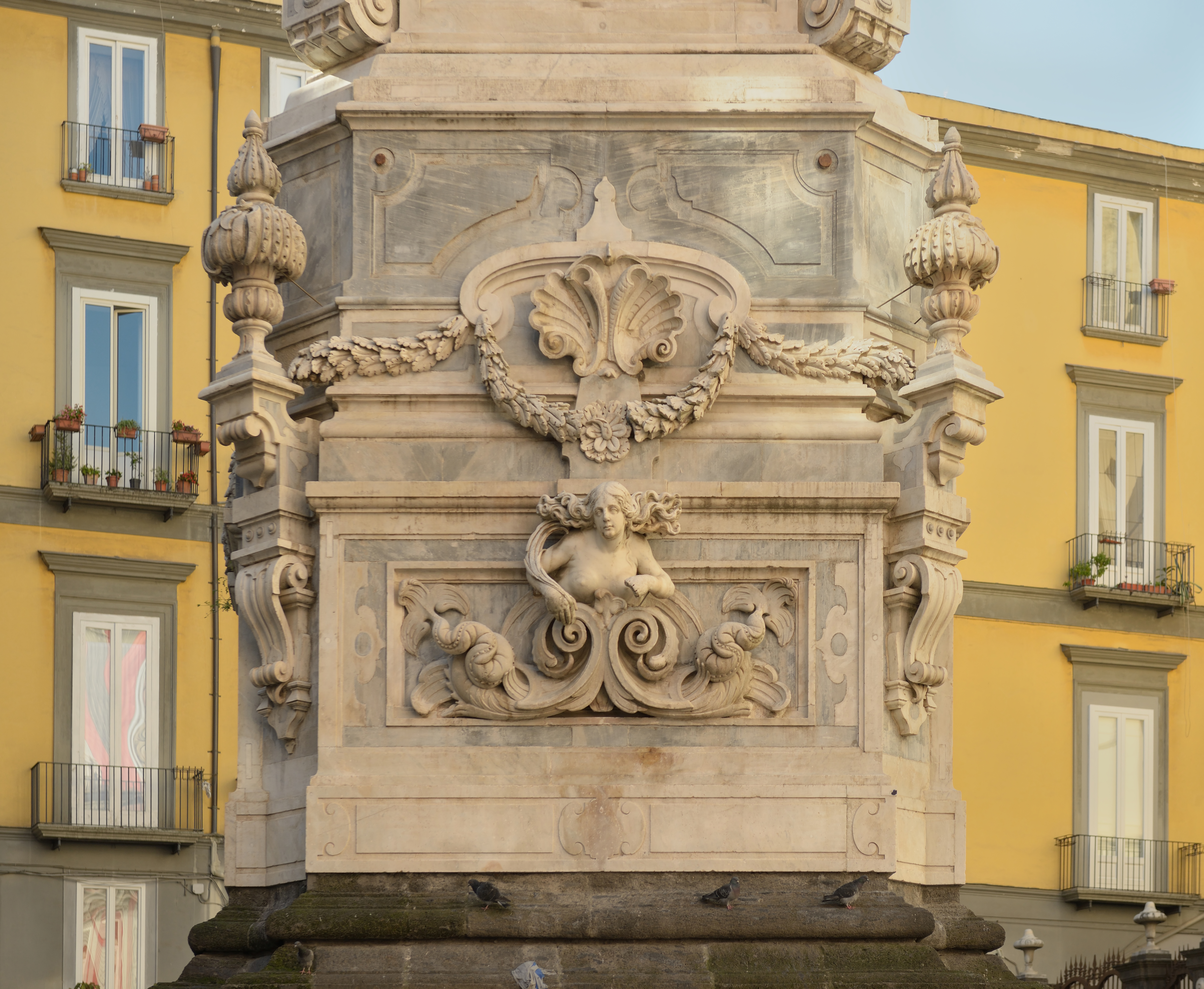
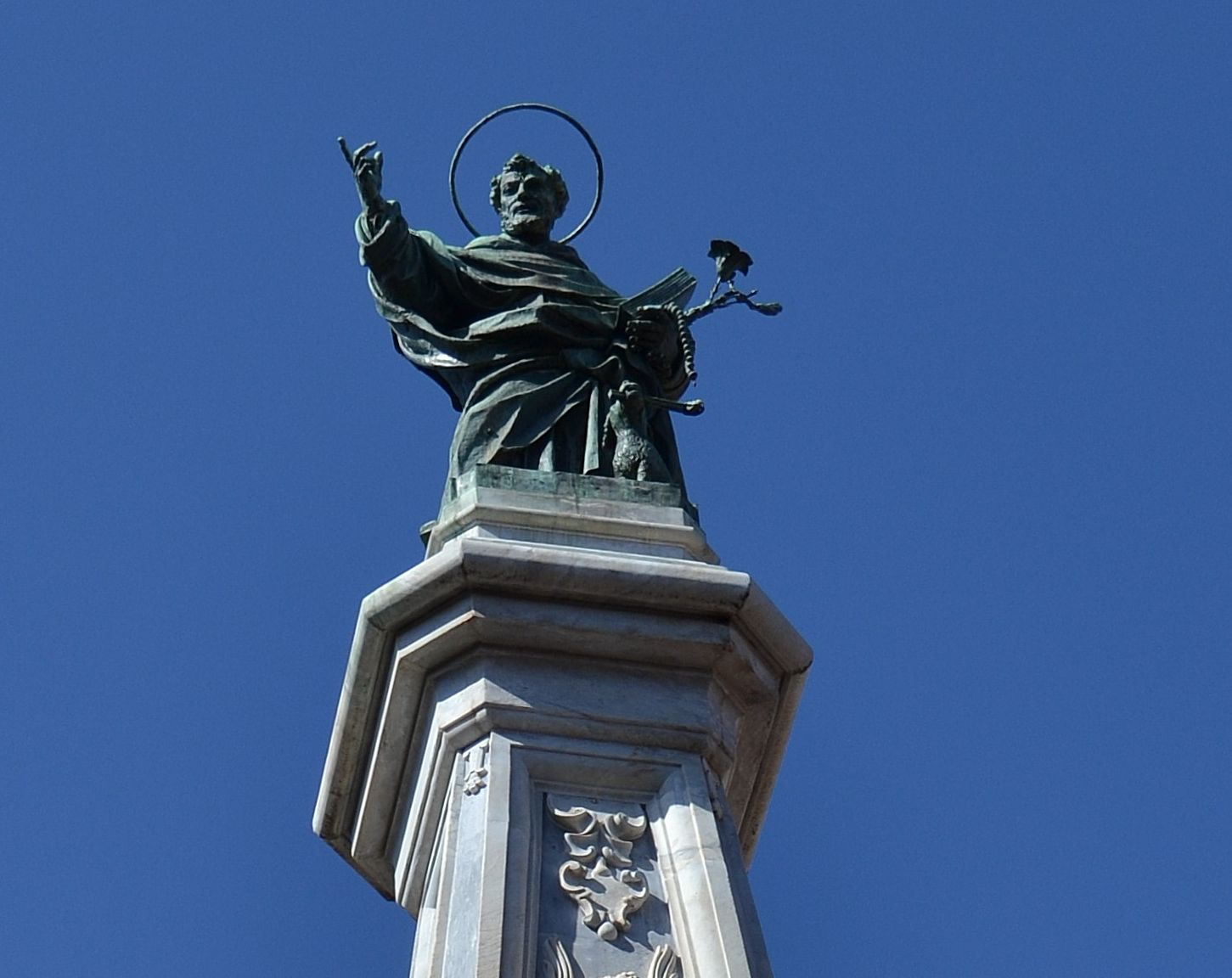
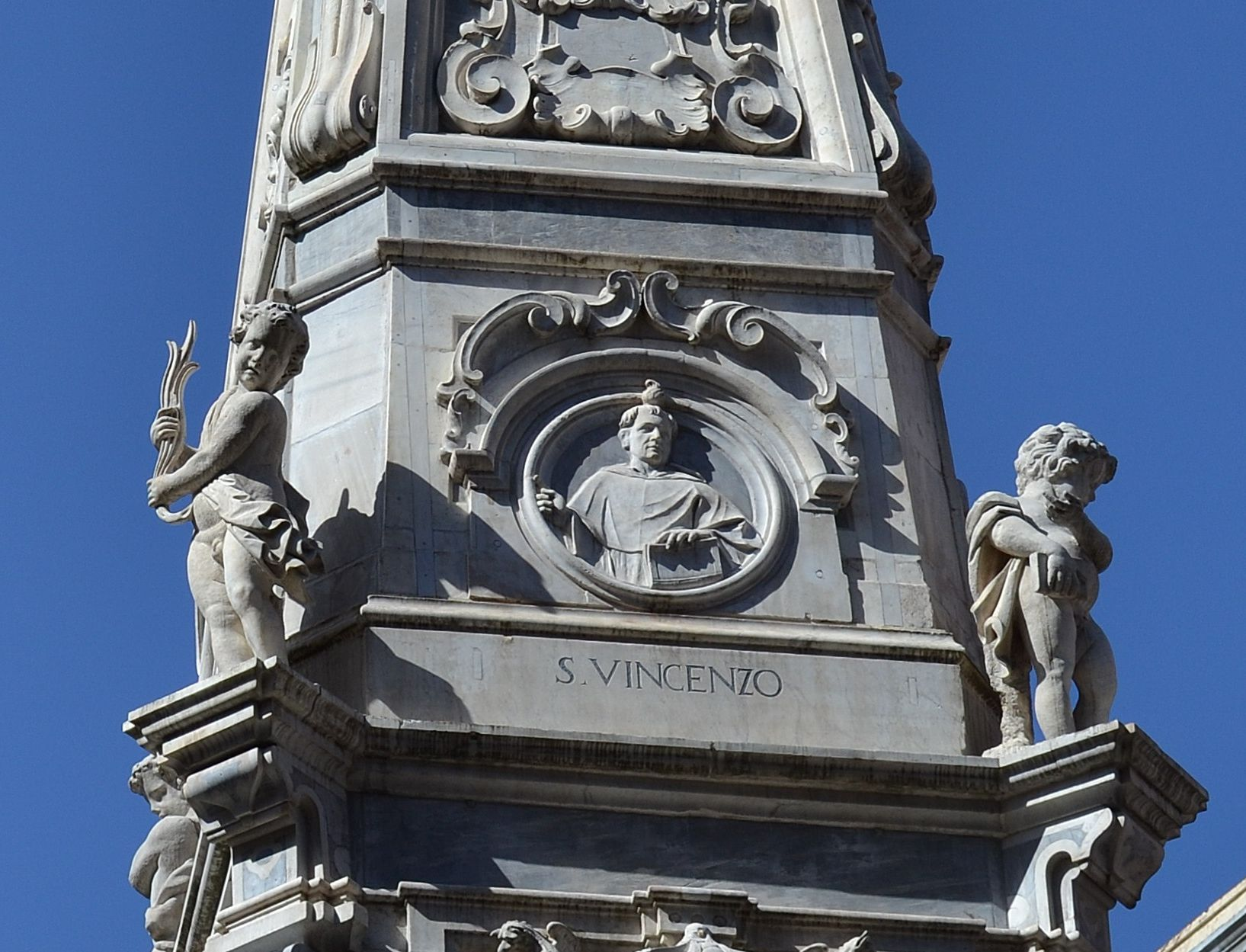